# Mario del Villar

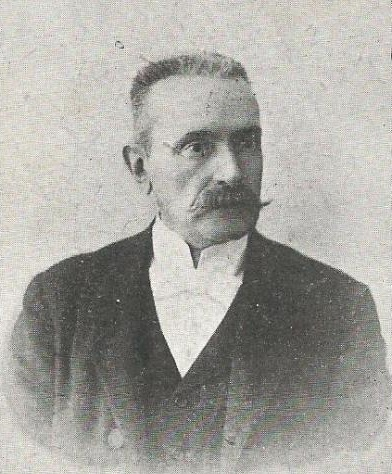
Mario del Villar

Mario del Villar y Pérez de Castropol (Luarca, 17 de junio de 1840 - Madrid, 14 de octubre de 1911) fue un militar español.

## Biografía
El 7 de enero de 1857 ingresó como cadete de Caballería. Solicitó su ingreso en el Colegio Naval Militar. Su expediente personal, con hoja de servicios, se cierra en 1868 con el grado de capitán de Caballería.
En 1872 ingresó en las fuerzas carlistas, acompañando a Don Carlos en la sorpresa de Oroquieta y distinguiéndose después en el sitio de Bilbao y en las acciones de Somorrostro, San Pedro Abanto, Montejurra y Portugalete. Estuvo en los combates de Estella y de Abárzuza y Monte Muro, y tomó parte activa en la sorpresa de Lácar y Lorca. En calidad de coronel, mandó el regimiento de caballería de Borbón, con el que penetró de nuevo en Francia, una vez terminada la guerra civil en 1876. Don Carlos le concedió el ascenso a general de brigada, en la misma fecha, y permaneció varios años emigrado, hasta que en 1894 regresó a España, negándose a ingresar de nuevo en el Ejército, como se le propuso. Establecido en Madrid, se dedicó a trabajos profesionales. Fue hermano del también militar carlista Amador Villar y Castropol.